# Остреч (мінеральна вода)
Остре́ч — менська мало мінералізована питна лікувально-столова мінеральна вода з мінералізацією 2,58г/л. Вода гідрокарбонатно-хлоридно-натрієвого складу: Cl 55-60, H CO і 30-40, Na + K більше 90 мг/ екв % із слабо лужною реакцією середовища (РН 7,45-7,65). Вміст біологічно активних компонентів в межах прийнятих норм. Токсичні мікроелементи не виявлено.
Менська мінеральна вода «Остреч» застосовується для лікування хронічних гастритів (незалежно від секреторної функції шлунку), хронічних колітів і ентероколітів, хронічних захворювань печінки і жовчовивідних шляхів, захворювань нирок.
Свердловина Менської мінеральної води «Остреч» функціонує з 1994 року. Глибина свердловини становить 850м. У 1997 році було розпочато розлив мінеральної води ВАТ Чернігівським заводом продтоварів «Ясен».